# Luc Perrier
Luc Perrier, né le 29 septembre 1931 à l'Île d'Orléans et décédé le 11 mai 2008, est un poète,.

## Biographie
Luc Perrier commence à écrire de la poésie dès l'âge de quatorze ans. Il poursuit ensuite des études en philosophie à Toronto ainsi qu'en comptabilité à l'Université Concordia de Montréal,.
Il occupe le poste de commis de bureau, puis de comptable en plus de signer des textes dans divers journaux et revues spécialisées (Le Devoir, Notre Temps, Liaison, Liberté, La Presse, Estuaire et Les Écrits). Les questions culturelles et politiques l'intéressent plus particulièrement.
De 1963 à 1965, Luc Perrier est membre de l'équipe de direction de la revue Liberté. Il écrit également des textes pour différentes émissions de la Société Radio-Canada.
Figure importante de la poésie québécoise contemporaine, il fait paraître plusieurs titres dont Du temps que j'aime (Les Éditions de l'Hexagone, 1963), Champ libre (Éditions du Noroît, 1994), Faites le nécessaire (Éditions du Noroît, 1998), De toute manière (Éditions du Noroît, 2002) ainsi que Le moindre vent (Éditions du Noroît, 2006),,,
Il est décédé le 11 mai 2008.

## Œuvres

### Poésie
- Des jours et des jours, Montréal, Les Éditions de l'Hexagone, 1954, 30 p.
- Du temps que j'aime, Montréal, Les Éditions de l'Hexagone, 1963, 47 p.
- Champ libre, avec une estampe en six états de Louis Pelletier, Montréal, Éditions du Noroît, 1994, 59 p. (ISBN 2-89018-299-1)
- Faites le nécessaire, Montréal, Éditions du Noroît, 1998, 60 p. (ISBN 2-89018-410-2)
- De toute manière, Montréal, Éditions du Noroît, 2002, 177 p. (ISBN 2-89018-495-1 et 9782890184954)
- Le moindre vent, Montréal, Éditions du Noroît, 2006, 191 p. (ISBN 2-89018-587-7)